# Luigi Francescato
Pour les articles homonymes, voir Francescato.
Pas d'image ? Cliquez ici

a Compétitions nationales et continentales officielles uniquement.

b Matchs officiels uniquement.
Dernière mise à jour le 15 novembre 2021.
Luigi Francescato, plus connu comme Nello Francescato (né le 28 janvier 1952 à Sardara) est un ancien joueur italien de rugby à XV.

## Biographie
Luigi Francescato a joué pour l'équipe d'Italie, il est trois-quarts centre.
Il a honoré sa première cape internationale le 26 novembre 1972 à Aoste avec l'équipe d'Italie pour une victoire 13-12 contre la Yougoslavie.
Luigi Francescato était issu d'une famille extraordinaire de joueurs de rugby. Trois de ses frères ont aussi joué pour l'équipe d'Italie alors que les deux autres ont aussi joué au plus haut niveau en club. 
Rino et Bruno ont tous fait leur début chez les Azzurri dans les années 1970. Rino a eu 38 capes et Bruno sept, tandis que Luca,  et Manuel,  ont joué au rugby en série A. Ivan a fait ses débuts chez les Azzurri en 1990. 
Luigi Francescato compte 42 capes internationales, il a été 4 fois capitaine des Azzurri et il a honoré sa dernière cape internationale le 19 décembre 1982 à Casablanca pour une victoire 13-3 contre le Maroc.

## Carrière

### Sélection nationale
- 42 sélections avec l'Italie
- 4 fois capitaine
- 6 essais
- 24 points
- Sélections par année : 1 en 1972, 7 en 1973, 1 en 1974, 3 en 1976, 6 en 1977, 4 en 1978, 9 en 1979, 8 en 1980, 2 en 1981, 1 en 1982.